# Dufaur
Dufaur es una localidad argentina del sur de la provincia de Buenos Aires, perteneciente al partido de Saavedra.

## Ubicación
Se encuentra a 39 km al sur de la ciudad de Saavedra y a 51 km de Pigüé. Hacia el sur está a 28 km de Tornquist y a 91 km de Bahía Blanca.

## Historia
La llegada del ferrocarril permitió que los inmigrantes españoles en Dufaur y Saavedra soñaran con su futuro en nuestra tierra.
Hacia el año 1884, mucha hacienda lanar se despachaba por la Vitícola y Napostá, sin embargo, no existían más estaciones que la Vitícola, Napostá y Tornquist. En la estación ferroviaria actual de la localidad de Dufaur, se hallaba situada una casa deshabitada para la cuadrilla de la vía.
Estación de ferrocarril: Habilitada en 1890, por Ferrocarril del Sud en la línea Buenos Aires- Bahía Blanca. En la actualidad la estación no está habilitada, sin embargo el tren realiza tres frecuencias semanales.
Comisión de Fomento: Institución creada con el objeto de servir a la comunidad y trabajar por el bien del pueblo el 8 de junio de 1908.Entre los servicios que prestan a la comunidad se brinda atención a los reclamos de la comunidad. Entre las actividades que se realizan se hallan: fútbol, bochas, patín, gimnasia, jazz.Respecto a las instalaciones cuentan con un salón cedido en comodato por “ La Alianza Cooperativa AgrícolaGanadera Limitada”. El edificio fue refaccionado y provisto de calefacción, para ser utilizado como sede. Allí se realizan cursos de asistencias técnicas dependiente de Municipalidad. Además posee confitería, salón social, fogón social, secretaría, sala de juegos, canchas de bochas y cancha de fútbol.
Rancho de Adobe:
Por testimonios orales, se sabe que es un rancho de fines de siglo XIX, típico de esta localidad desde los orígenes de la misma.
Hace algunos años se comenzó con la restauración del rancho, considerado monumento histórico en la localidad. Por razones económicas la restauración fue interrumpida
Club Atlético Dufaur: Con una superficie de 922 m², brinda a sus simpatizantes salón social, confitería, sala de truco, cancha de deportes, cancha de padle. Cuenta además con biblioteca propia. El edificio fue inaugurado el 8 de junio de 1908.

## Conectividad
Se encuentra a 5 km del acceso con la Ruta Nacional 33. Cuenta con la estación Dufaur del Ferrocarril General Roca. Por sus vías transitan trenes de pasajeros de la empresa estatal Trenes Argentinos, no tienen parada en esta estación.

## Población
Cuenta con 182 habitantes (Indec, 2010), lo que representa un descenso del 11,6% frente a los 206 habitantes (Indec, 2001) del censo anterior.
| Gráfica de evolución demográfica de Dufaur entre 1991 y 2010 |
|                                                              |
| Fuente: Censos nacionales del INDEC                          |